# Čokolada (2000.)
Čokolada (eng. Chocolat) je romantični film iz 2000. godine temeljen na istoimenom romanu autorice Joanne Harris kojeg je režirao Lasse Hallström. Adaptaciju scenarija potpisuje Robert Nelson Jacobs, a priča se vrti oko mlade majke (Juliette Binoche) koja dolazi u izmišljeno, malo francusko selo Lansquenet-sous-Tannes sa svojom šestogodišnjom kćerkom i otvara malu čokoladarnicu imena La Chocolaterie Maya. Njezina čokolada uskoro započne mijenjati živote lokalnog stanovništva.
Film je snimljen u selu Flavigny-sur-Ozerain u Burgundyju (Francuska) te na Rue De L'ancienne Poste u Beynac-et-Cazenac na rijeci Dordogne u Dordogneu. Scene čija se radnja odvija na rijeci snimljene su na jezeru Fonthill u Wilthireu (Engleska), a scene interijera snimljene su u studijima Shepperton u Surreyju. 
Film je nominiran u pet kategorija za prestižnu nagradu Oscar, uključujući i onu za najbolji film godine. Također je nominiran i u osam kategorija za britansku nagradu BAFTA te u četiri kategorije za nagradu Zlatni globus. 

## Radnja
Vianne Rocher (Juliette Binoche), stručnjak za pravljenje čokolade, luta Europom sa svojom kćerkom Anouk (Victoire Thivisol). U zimu 1959. godine njih dvije dolaze u mirno francusko selo koje uživa u svojoj tradiciji pod vodstvom lokalnog gradonačelnika Comtea Paula de Reynauda (Alfred Molina). Vianne otvara čokoladarnicu uz veliko negodovanje Reynauda i to baš u trenutku kada se stanovnici pripremaju za Korizmu. Vianne, koja nosi provokativnu odjeću, ne ide u crkvu i ima vanbračno dijete ne uklapa se najbolje u njihovo društvo premda je svejedno optimistična zbog svog novo otvorenog posla. Njezina prijateljska i primamljiva priroda ponašanja uskoro započinje privlačiti stanovnike jednog po jednog što natjera Reynauda da javno započne govoriti protiv nje i tvrditi da upravo ona stavlja na kušnju ljude u trenucima kada moraju najviše apstinirati.
Jedna od prvih koja pada pod čari Vianne je Armande (Judi Dench), njezina starija i pomalo ekscentrična gazdarica. Armande otkriva da joj njezina hladna, pobožna kćerka Caroline (Carrie-Anne Moss) ne dopušta da viđa svog unuka Luca zbog toga što Caroline misli da Armande loše utječe na njega. Vianne ubrzo organizira da se Luc i njegova baka susretnu u njezinoj čokoladarnici gdje se zbližavaju. Caroline kasnije otkriva Vianne da je njezina majka dijabetičarka premda Armande nastavlja s konzumiranjem čokolade unatoč svom stanju.
Vianne se također sprijateljuje i s poremećenom ženom Josephine (Lena Olin) koja je zapravo žrtva brutalnih fizičkih ispada svoga supruga Sergea (Peter Stormare). Nakon što preživi gotovo smrtonosni udarac u glavu, Josephine ostavlja svoga muža i dolazi živjeti s Vianne i Anouk. Započne raditi u čokoladarnici gdje ju Vianne uči zanatu i uskoro stiče samopouzdanje pa se njezina priroda mijenja. Pod utjecajem Reynauda, Serge se također naizgled promijeni u boljeg čovjeka i traži od Josephine da mu se vrati. Konačno sretna i ispunjena, Josephine pristaje. Ipak, nešto kasnije pijani Serge provaljuje u čokoladarnicu i pokuša napasti obje žene prije nego što ga Josephine uspije onesvijestiti. 
Kako se suparništvo između Vianne i Reynauda sve više zaoštrava, skupina riječnih Roma dolazi do sela. Premda većina stanovnika negoduje zbog njihovog dolaska, Vianne im se poveseli, a započne joj se sviđati Roux (Johnny Depp). Njih dvoje zajedno organiziraju rođendansku proslavu za Armande s drugim seljacima i Romima na Rouxovom brodu. Nakon što Caroline vidi Luca koji je potajno došao na zabavu na kojoj pleše sa svojom bakom ona shvaća da njezin utjecaj možda ipak nije toliko loš na njezinog sina.
Nakon zabave Vianne, Josephine i Anoux ostaju spavati na brodu, a Roux i Vianne vode ljubav. Kasnije iste večeri Serge potpaljuje brod na kojem Josephine i Anoux spavaju. Iako obje uspijevaju pobjeći, Vianne više ne vjeruje lokalnim stanovnicima. Također iste večeri Luc se vraća u sobu od svoje bake i pronalazi je mrtvu; umrla je zbog komplikacija s dijabetesom što izrazito rastužuje njega i njegovu majku. Nakon požara, Roux se pakira i odlazi sa svojom grupom, ali Vianne ne pođe s njim.
Shvativši da ne može pobijediti Reynauda niti striktne tradicije malog gradića, Vianne se odluči odseliti. Ipak, prije nego što to i učini iznenadi se kada u svojoj kuhinji vidi grupicu lokalnih stanovnika kojima je uspjela promijeniti živote i koji joj pomažu napraviti čokoladu za festival kojeg je Vianne planirala na uskrsnu nedjelju. Vianne u tom trenutku shvaća da je uspjela donijeti određene promjene u gradić pa odlučuje ostati.
Unatoč tome što osjeća da se stvari u gradiću započnu mijenjati, Reynaud je odlučan u tome da ne padne pod čari čokolade. U subotu navečer, prije Uskrsa, on provaljuje u čokoladarnicu i sa svojim nožem uništava lijepo spakirane ukrase čokolade. Međutim, nakon što mali dio čokolade slučajno padne na njegove usne on više ne može izdržati i započne proždirati sve što mu se nađe na putu. U konačnici se rasplače i zaspe usred dućana. Sljedećeg dana Vianne mu obeća da neće otkriti što se dogodilo i u tom trenutku se između njih dvoje rađa uzajamno poštovanje. Roux se u ljeto vraća kako bi bio s Vianne i unatoč njezinoj prirodi konstantnog seljenja, Vianne odlučuje ostati u gradiću, napokon pronašavši dom za sebe i svoju kćerku. 

## Glumačka postava
- Juliette Binoche kao Vianne Rocher
- Johnny Depp kao Roux
- Judi Dench kao Armande Voizin
- Alfred Molina kao Comte de Reynaud
- Leslie Caron kao Madame Audel
- Victoire Thivisol kao Anouk
- Carrie-Anne Moss kao Caroline Clairmont
- Antonio Gil Martinez kao Jean-Marc Drou
- Helene Cardona kao Francoise Drou
- Hugh O'Conor kao Pere Henri
- Harrison Pratt kao Dedou Drou
- Gaelan Connell kao Didi Drou
- Lena Olin kao Josephine Muscat
- Elisabeth Commelin kao Yvette Marceau
- Peter Stormare kao Serge Muscat
- Ron Cook kao Alphonse Marceau
- Aurélien Parent-Koenig kao Luc Clairmont
- John Wood kao Guillaume Blerot

## Kino distribucija
Na popularnoj Internet stranici Rotten Tomatoes film ima 63% pozitivnih kritika uz općenito mišljenje da je "Čokolada šarmantna bajka koju predvodi odlična glumačka izvedba Juliette Binoche."
Film je samo u SAD-u zaradio 152 699 946 dolara, a produkcijski budžet iznosio je 25 milijuna dolara.

## Nagrade i nominacije

### Oscar
Film Čokolada nominiran je u pet kategorija za prestižnu nagradu Oscar, ali nije osvojio niti jednu:
- Najbolji film
- Najbolja glavna glumica - Juliette Binoche
- Najbolja sporedna glumica - Judi Dench
- Najbolji adaptirani scenarij - Robert Nelson Jacobs
- Najbolja originalna glazba - Rachel Portman

### Zlatni globus
Film Čokolada nominiran je u četiri kategorije za nagradu Zlatni globus, ali nije osvojio niti jednu:
- Najbolji film (drama)
- Najbolja glumica (drama) - Juliette Binoche
- Najbolja sporedna glumica - Judi Dench
- Najbolja originalna glazba - Rachel Portman

## Soundtrack
Glazba iz filma bila je nominirana u kategoriji najbolje originalne glazbe za nagrade Oscar, Zlatni globus i Grammy. Autorica glazbe je Rachel Portman. 
1. "Minor Swing (song)|Minor Swing" (Django Reinhardt/Stéphane Grappelli) – 2:13
2. "Main Titles" – 3:07
3. "The Story of Grandmere" – 4:08
4. "Vianne Sets Up Shop" – 1:57
5. "Three Women" – 1:01
6. "Vianne Confronts the Comte" – 1:21
7. "Other Possibilities" – 1:34
8. "Guillaume's Confession" – 1:29
9. "Passage of Time" – 2:32
10. "Boycott Immorality" – 4:38
11. "Party Preparations" – 1:28
12. "Chocolate Sauce" – 0:48
13. "Fire" – 2:37
14. "Vianne Gazes at the River" – 1:06
15. "Mayan Bowl Breaks" – 2:14
16. "Taste of Chocolate" – 3:08
17. "Ashes to the Wind / Roux Returns" – 2:18
18. "Caravan" (Duke Ellington/Juan Tizol)– 3:43

## Vanjske poveznice
- Čokolada u internetskoj bazi filmova IMDb-a
- Čokolada na Box Office Mojo
- Čokolada na Rotten Tomatoes